# Last Chance Range (Nevada)
Last Chance Range – małe pasmo górskie leżące Hrabstwie Nye, w Nevadzie, w USA, na północ od Pahrump i na zachód od drogi stanowej 160. Grzbiet pasma osiąga wysokość 1454 m n.p.m.